# Nuussuaq (Nuuk)
Pour les articles homonymes, voir Nuussuaq.
Nuussuaq est un quartier de Nuuk situé au nord-est de la ville et au sud-ouest de l'aéroport, à environ 4 km du centre-ville.

## Histoire
Nuussuaq a été créé dans les années 1970. Avec environ 6 000 habitants, c'est le quartier le plus peuplé de Nuuk. Il est essentiellement constitué de logements privés et publics et s'étend jusqu'au nord de l'aéroport. C'est le quartier le plus récent de Nuuk après Qinngorput.

## Transports
La ligne 2 de Nuup Bussii dessert Nuussuaq à destination du centre-ville toutes les 15 minutes.

## Infrastructures
- l'Université du Groenland
- Naatsorsueqqissaartarfik (statistiques du Groenland)
- la Bibliothèque nationale